# Hege Bae Nyholt

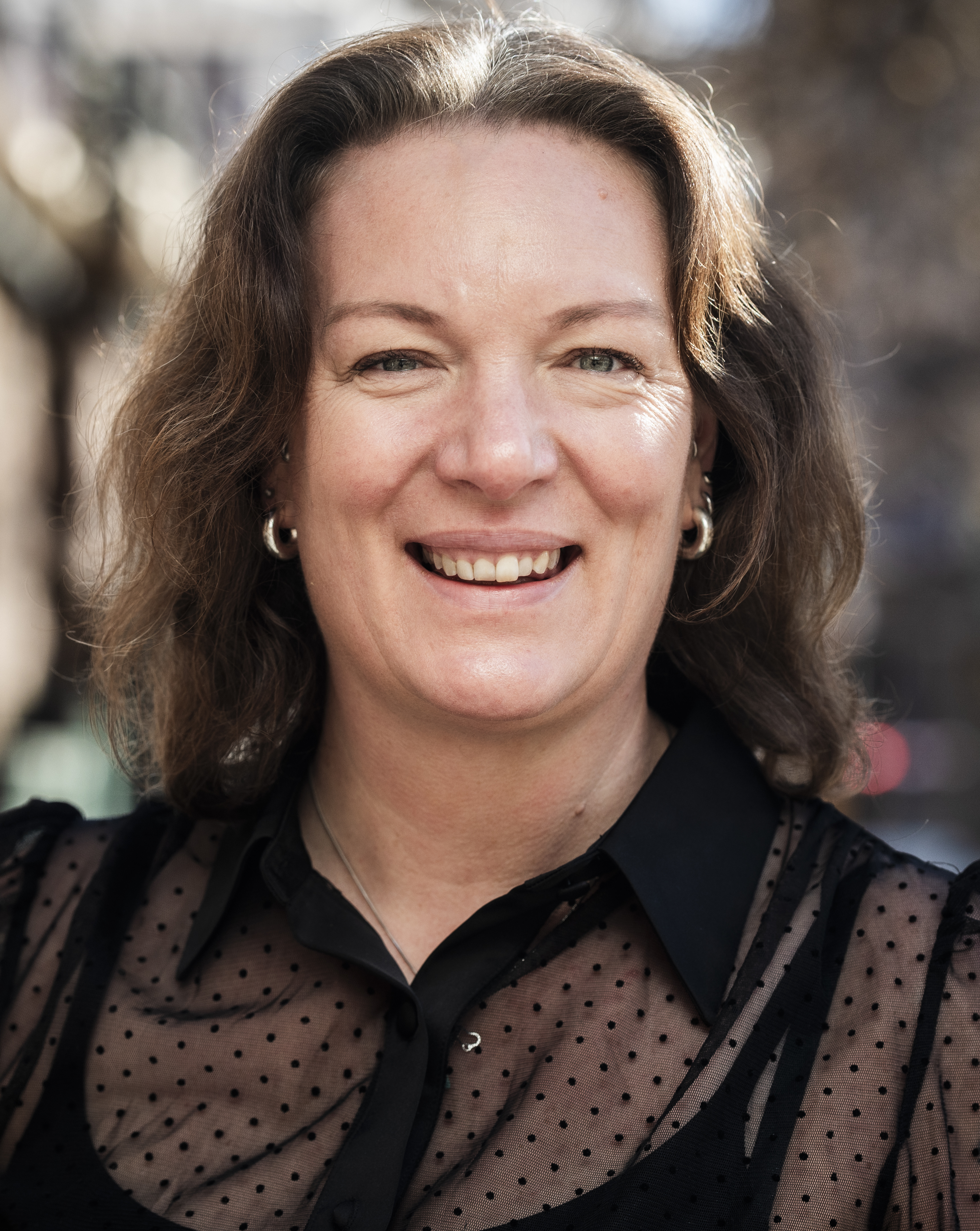
Hege Bae Nyholt, 2025

Hege Bae Nyholt (* 2. August 1978 in Lillehammer) ist eine norwegische Politikerin der linken Partei Rødt. Seit 2021 ist sie Abgeordnete im Storting.

## Leben
Nyholt ist Kinderpädagogin, den Abschluss dazu erhielt sie an der Høgskolen i Sør-Trøndelag. Von der Technisch-Naturwissenschaftlichen Universität Norwegens (NTNU) hält sie einen Masterabschluss in Kulturstudien. Im Jahr 2019 wurde Nyholt Abgeordnete im Fylkesting des Fylkes Trøndelag.
Nyholt zog bei der Parlamentswahl 2021 erstmals in das norwegische Nationalparlament Storting ein. Dort vertritt sie den Wahlkreis Sør-Trøndelag und wurde Vorsitzende des Bildungs- und Forschungsausschuss.